# Tena
Tena – miasto we wschodnim Ekwadorze, u podnóża Andów; położone na południowy wschód od Quito. Jest stolicą prowincji Napo. Według spisu ludności z 28 listopada 2010 roku miasto liczyło 23 307 mieszkańców. 